# Jean de Sponde
Jean de Sponde, född som Joanes Ezponda 1557 i Mauléon-Licharre, Frankrike, död 18 mars 1595 i Bordeaux, var en fransk barockpoet.

## Biografi
Jean de Sponde växte upp i en strängt protestantisk familj i den baskiska regionen i Frankrike (vissa kritiker tror att hans familj hade spanska rötter) med nära förbindelser med det kungliga hovet i Navarra. Som en lysande student vid högskolan i Lascar (1569), fick han pengar till sin utbildning från Jeanne d'Albret, mor till Henrik av Navarra (den framtida Henrik IV av Frankrike), och fortsatte med att studera antik grekiska och protestantisk teologi.
Trots sin religiösa uppfostran, vände sig de Sponde i sina tidiga skrifter till världslig litteratur: han producerade en upplaga av Homeros, åtföljd av en omfattande latinska kommentarer, som trycktes i Basel 1583, och skrev kärleksdikter (Amours, som publicerades postumt 1597 med Poésies posthumes).
År 1580 flyttade han, med hjälp av ett resestipendium från Henrik av Navarra, till Basel för att studera under Théodore de Bèze. En tid senare, gav kungen av Navarra honom en position som maître des requêtes.
År 1582, blev de Sponde djupt berörd av att ha läst Psaltaren, och från denna tidpunkt på fick hans skrifter en religiös inriktning, som fick författaren att betrakta sina tidigare kärleksdikter som fadäser. Det är från denna period som han skrev vad som anses vara hans viktigaste verk: Meditations sur les psaumes("Meditationer om Psaltaren") och Essai de quelques Poèmes chrétiens ("Essäer av flera kristna poem", 1588). I denna sista samling, förklarade de Sponde tidens gång, livets förgänglighet och närvaron av döden i människans liv.
Han lämnade Basel och återvände till Navarrea som kunglig rådgivare och maître des requêtes 1583, och gifte sig. Vid en resa till Paris 1589, blev de Sponde fängslad av katolska ligan för sin religion. Efter sin frigivning, blev han lieutenant-general av appellationsdomstolen i La Rochelle, men lämnade staden 1593 och återvände till Tours.
Efter en andra fängelsevistelse för sin tro, konverterade han till katolicismen i Tours 1593, i likhet med Henrik IV. Denna omställning gjorde honom dock hatad av protestanterna (hans vän d'Aubigné blev hans personliga fiende) och distanserade honom från kungen (som försökte behålla sina allianser med hugenotterna). de Sponde flyttade sedan till Bordeaux och tillbringade de sista åren av sitt liv i fattigdom med att i skrift bekämpa den kalvinistiska teologin.

## Författarskap
de Spondes ungdomliga Amours omfattar 26 sonetter skrivna på samma sätt som andra kärlekssonneter. som vid den tiden var på modet bland medlemmarna i Plejaden. Hans postuma diktsamling innehåller också andra långa lyriska dikter, chansons och elegier. de Spondes senare poesi är genomsyrad av huvudteman i den så kallade franska barockpoesin i tiden och med moralisk oro för hugenotterna. Hans poesi är ofta placerade bredvid verk av Agrippa d'Aubigné och Guillaume du Bartas som de stora poetiska verken av den franska renässansens protestanter.
Hans Essai de Quelques Poèmes chrétiens omfattar 12 sonetter och tre långa lyriska dikter. de Spondes författarskap målar upp världens tunghet, människans tunga öde och dess brist på klarhet. Författaren är besatt av förgänglighet, masker, uppenbarelse och död, och hur denna närvaro av död mitt i människans liv inspirerar människan att söka evigheten och att nå fram till Gud.